# Мушковичское сельское поселение
Мушковичское сельское поселение — муниципальное образование в составе Ярцевского района Смоленской области России.
Административный центр — деревня Мушковичи.
Главой поселения и Главой администрации является Трандин Александр Иванович.

## Географические данные
- Общая площадь: 65 км²
- Расположение: западная часть Ярцевского района
- Граничит:
  - на севере — с Михейковским сельским поселением
  - на востоке — с Ярцевским городским поселением
  - на юге — с Подрощинским сельским поселением
  - на юго-западе — с Кардымовским районом
  - на северо-западе — с Духовщинским районом
- Крупные реки: Песочня, Пальна.
- По территории поселения проходит автомобильная дорога М1 «Беларусь».
- По территории поселения проходит железная дорога Москва — Минск, станций нет.

## История
Образовано Законом Смоленской области от 28 декабря 2004 года.

## Население
| 2007 | 2011 | 2012 | 2013 | 2014 | 2015 | 2016 |
| ---- | ---- | ---- | ---- | ---- | ---- | ---- |
| 761  | ↘735 | ↗778 | ↗801 | ↘800 | ↘778 | ↘761 |
| 2017 | 2018 | 2019 | 2020 | 2021 |      |      |
| ↗767 | ↘736 | ↗743 | ↘725 | ↘714 |      |      |

## Населённые пункты
На территории поселения находятся 9 населённых пунктов:
| № | Населённый пункт | Тип     | Население |
| - | ---------------- | ------- | --------- |
| 1 | Воротышино       | деревня | 37        |
| 2 | Гришино          | деревня | 12        |
| 3 | Дедешино         | деревня | 28        |
| 4 | Кузьмино         | деревня | 34        |
| 5 | Курцово          | деревня | 31        |
| 6 | Мушковичи        | деревня | 315       |
| 7 | Сапрыкино-1      | деревня | 37        |
| 8 | Сапрыкино-2      | деревня | 235       |
| 9 | Семёново         | деревня | 11        |

## Экономика
Сельхозпредприятия, магазины, производство стальных полос.